# 第38屆省港盃
第38屆省港盃於2015年年底至2016年年初进行。首回合賽事於2015年12月31日在旺角大球場進行，而次回合賽事則安排於2016年1月3日在廣東省人民體育場上演。最終廣東隊以兩回合總比數5比4擊敗香港隊，第23次奪得省港盃冠軍。

## 賽事記錄
| 第38屆省港盃冠軍  |
| ----------------- |
| 廣東隊 第23次奪冠 |